# Dimitri Nanopoulos

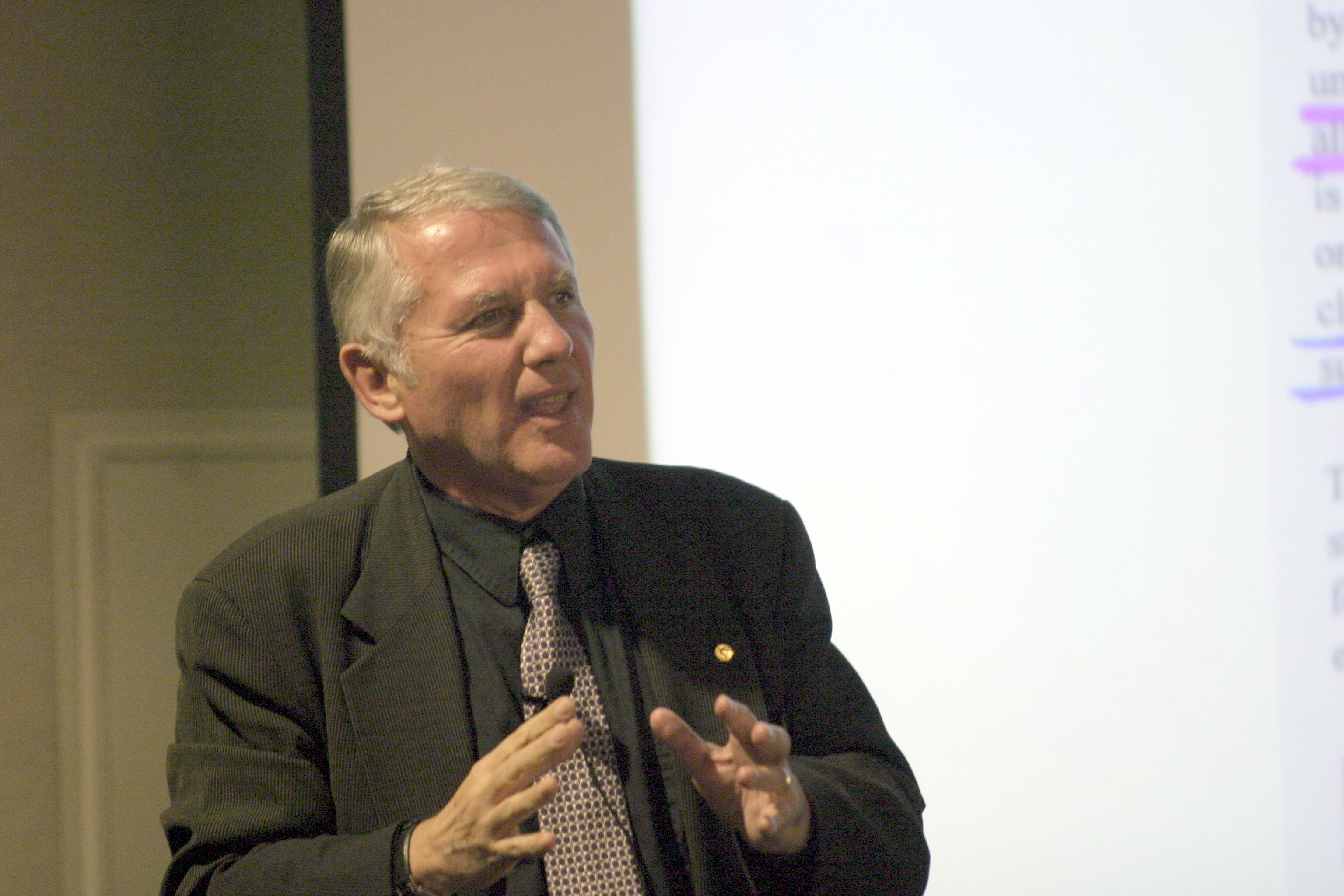
Dimitri V. Nanopoulos (2010)

Dimitri Nanopoulos (griechisch Δημήτρης Νανόπουλος; * 13. September 1948 in Athen, auch Dimitris) ist ein griechischer theoretischer Physiker, der sich mit Elementarteilchenphysik beschäftigt.

## Leben
Nanopoulos studierte Physik in Athen, wo er 1971 graduierte, und danach an der University of Sussex in England, wo er 1973 in Hochenergiephysik promovierte. 1975 bis 1976 war er Curie-Fellow an der École normale supérieure in Paris und 1977 bis 1979 Research-Fellow in Harvard. 1979 bis 1986 war er beim CERN, 1986 bis 1988 Physikprofessor an der University of Wisconsin und ab 1989 Professor an der Texas A&M University, wo er seit 2002 den Mitchell/Heap Chair in High Energy Physics hat und die Astroparticle Physics Group am HARC (Houston Advanced Research Center) leitet. Gleichzeitig ist er Leiter der Abteilung theoretische Physik der Akademie in Athen.
Nanopoulos arbeitete auf zahlreichen Gebieten der Elementarteilchenphysik, Quantenfeldtheorie und Astro-Teilchenphysik. In den 1970er Jahren arbeitete er mit Mary Gaillard und John Ellis über das Higgs-Boson und GUTs. Er soll sogar mit Ellis der Namenspatron von GUT sein. Mit Ellis, Olive, Srednicki und Hagelin gab er 1984 Massen-Abschätzungen für supersymmetrische Kandidaten dunkler Materie. Er beschäftigte sich mit der Anwendung von Supergravitation und Stringtheorie. Mit anderen war er einer der Urheber (neben Stephen Barr) der flipped SU (5) GUT, von der er auch supersymmetrische Versionen entwickelte und mit John Ellis und John Hagelin mit der (Heterotischen) Superstringtheorie verband. Urheber von flipped SU (5)
Er entwickelte auch mit John Ellis und Nikolaos Mavromatos eine Theorie, in der die Lichtgeschwindigkeit nicht konstant, sondern frequenzabhängig ist, für die er auch astrophysikalische Tests angab. Sie leiteten diese Theorie aus einem Quantengravitations-Modell ab. 1995 machte er sich auch Gedanken über mögliche Zusammenhänge von Gehirnfunktion (Bewusstsein) und fundamentalen quantenmechanischen Prozessen, ähnliche Theorien verfolgte auch Roger Penrose.
2006 erhielt er den Onassis-Preis. Seit 1988 ist er Fellow der American Physical Society, seit 1997 Mitglied der Athener Akademie der Wissenschaften und seit 1992 der Italienischen Physikalischen Gesellschaft. Seit 2005 ist er Präsident des griechischen nationalen Forschungsrats und griechischer Vertreter beim CERN und bei der ESA.